# Maré Sanogo
Pour les articles homonymes, voir Sanogo et Maré (homonymie).
Maré Sanogo est un musicien percussionniste malien, né en 1951 à Makono, près de Bamako (Mali)

## Biographie
Maré est né en 1951 dans le village de Makono  près de Bamako, au Mali. Il appartient à l’ethnie des Mandingues qui  trouve sa souche dans la région de Kangaba.
Fils d'agriculteur, il est amené à surveiller les plantations pendant la saison des pluies.
De leur poste de guet dans les arbres, les enfants gardiens jouaient  de la musique avec des tambours de fortune, appelés "kolokolos", pour  chasser l'ennui et d'éventuels prédateurs, comme les singes, friands de  jeunes pousses tendres. 
De plus, comme ils étaient isolés, la musique leur permettait de communiquer entre eux.
L' initiation rituelle des garçons, vers l'âge de 12 ans, l'autorise à s'adonner aux percussions traditionnelles.
Ainsi, son jeu se rôde et s'affine lors des fêtes qui célèbrent le  travail de la terre, les rythmes des danses, des masques, des mariages,  des naissances.  
C'est au cours d'une fête de son village qu'à  15 ans il est repéré par le directeur du ballet national : Mamadou  Badian Kouyaté, fondateur du ballet national du Mali, qui écumait alors  le pays, à la recherche de jeunes talents.  
Dès lors, il quitte son village et s'installe à Bamako où va se  dérouler son apprentissage au sein du ballet national, dont il a été le  meilleur soliste, de 1966 à 1981, assumant  un rôle déterminant quant à la dimension artistique des ballets maliens. 
Cette expérience  artistique  l'encourage à venir en France où il travaille avec de  nombreux groupes et artistes: Lamine Konté, Robert Hossein, André  Cécarelli, Hank Jones, Maurice Béjart, Cheick Tidiane Seck, Dee Dee  Bridgewater...
Doué d'une personnalité très ouverte et agréable, il enseigne également les percussions avec passion et sagesse.
Son jeu sobre forgé lors des nombreuses fêtes de village mandingues  dans la région de Kangaba et épuré par 15 années de pratique au sein des  ballets nationaux, allie une virtuosité d'une redoutable efficacité et  une musicalité tout en finesse et précision. 
De par ses qualités artistiques et humaines, et le timbre de ses frappes  exceptionnelles, Maré Sanogo est actuellement un des plus grands  instrumentistes du djembé.
Maré Sanogo a joué dans le Ballet national du Mali entre 1966 et 1981. Il y a été premier soliste.

## Discographie
- 2004 : Fourasi (Follow Me/Master of Percussion)